# Microsalomona cornuta
Microsalomona cornuta är en insektsart som beskrevs av Heinrich Hugo Karny 1912. Microsalomona cornuta ingår i släktet Microsalomona och familjen vårtbitare. Inga underarter finns listade i Catalogue of Life.